# Terminal axónica

La terminal axonal (A) transmite una señal a la neurona B (receptora). Características: 1. Mitocondria. 2. Vesícula sináptica llena de moléculas de neurotransmisores. 3. Autorreceptor. 4. Hendidura sináptica con moléculas de neurotransmisores. 5. Receptores postsinápticos activados por neurotransmisores (inducción de un potencial postsináptico). 6. Canal de calcio. 7. Exocitosis de una vesícula. 8. Neurotransmisor recapturado.

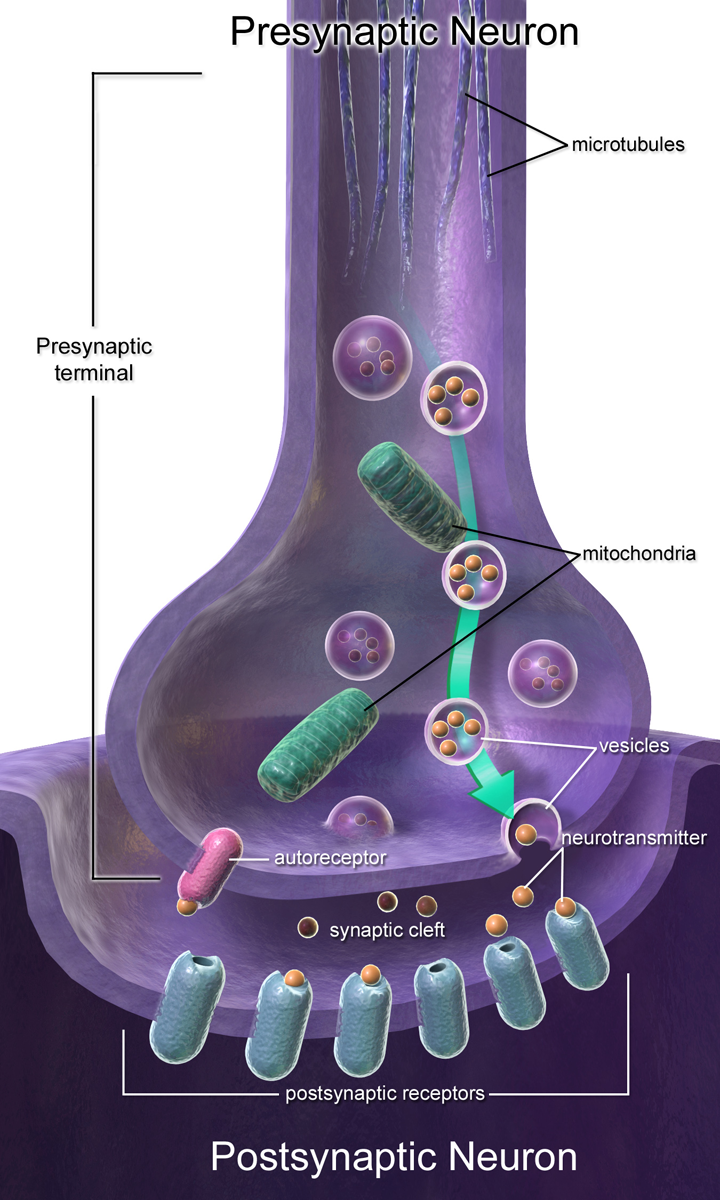
Botón terminal presináptico.

Los botones terminales, Terminales presinápticas bulbos sinápticos, botones sinápticos o terminales axonales, son estructuras especializadas del axón que  producen una serie de terminales que forman sinapsis con otras neuronas o con células musculares o glandulares. 
En los bulbos se almacenan los neurotransmisores en contenedores de membranas llamados vesículas sinápticas. Cuando un impulso nervioso llega por el axón,  hasta el extremo del bulbo, algunas vesículas vierten al exterior su neurotransmisor dentro del espacio sináptico. El neurotransmisor cruza el espacio sináptico hacia la célula de destino donde se une a unos receptores especiales.

## Estructura
Los botones sinápticos (BS) son estructuras especializadas de los axones, y se forman en las terminales que se ponen en contacto con otras neuronas.
Los BS forman parte de las estructuras anatomo-fisiológicas denominadas sinapsis. Las sinapsis establecen contacto con otras neuronas, con células musculares o con células glandulares.

### Ultraestructura

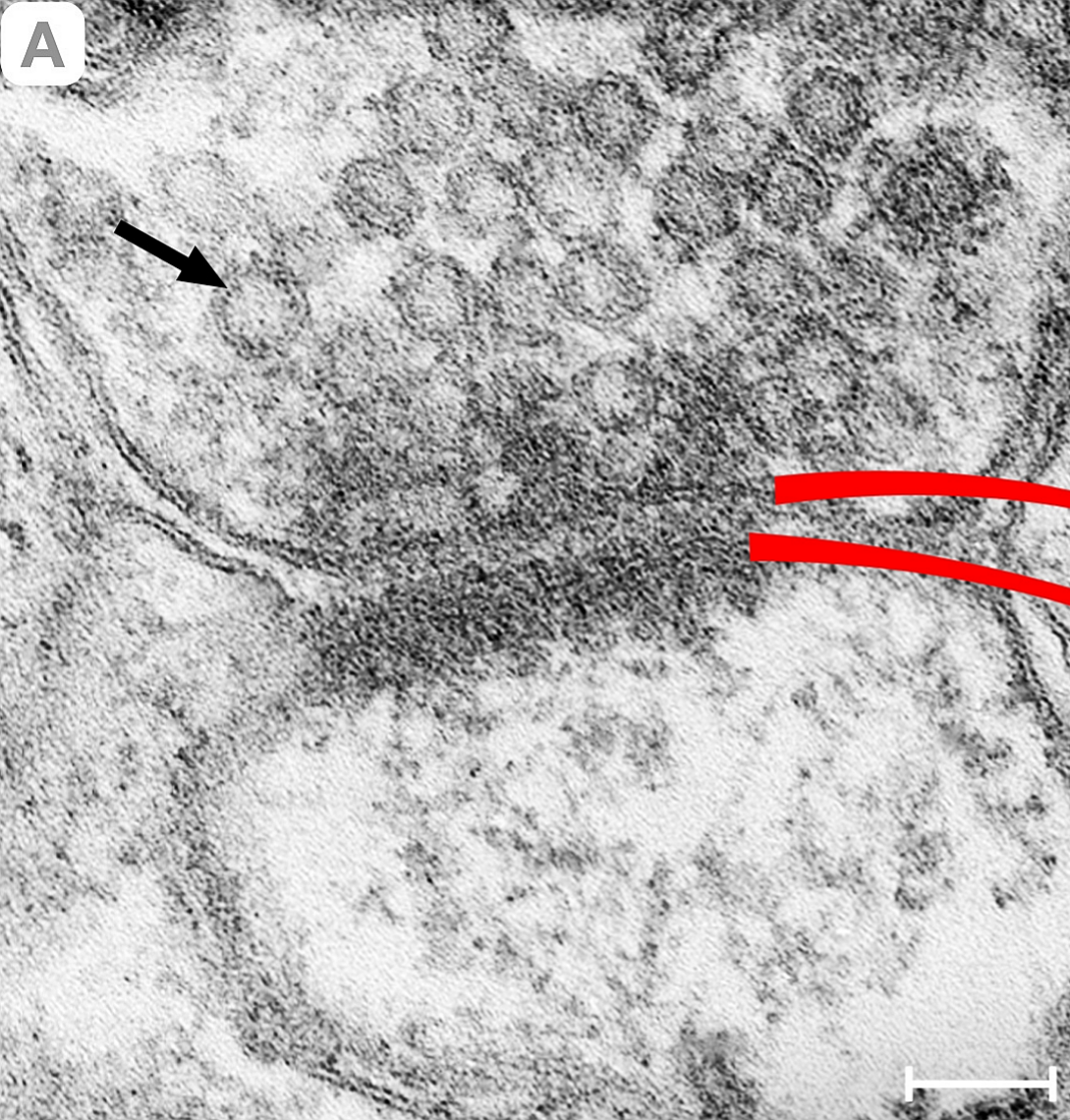
Botón sináptico (arriba) con vesículas (flecha), zona activa y membrana presináptica (línea roja superior).
Sector de la hendidura más claro (centro).
Sector postsináptico con Densidad PS característica (línea roja inferior).

Los botones terminales (BS) pre-sinápticos están conformados por la membrana plasmática del axón y los orgánulos propios de los axones como las mitocondrias y los microtúbulos. Otros orgánulos, son característicos del botón como: las vesículas pequeñas de contenido claro, las vesículas grandes de centro denso, los endosomas y vacuolas.

#### La membrana plasmática

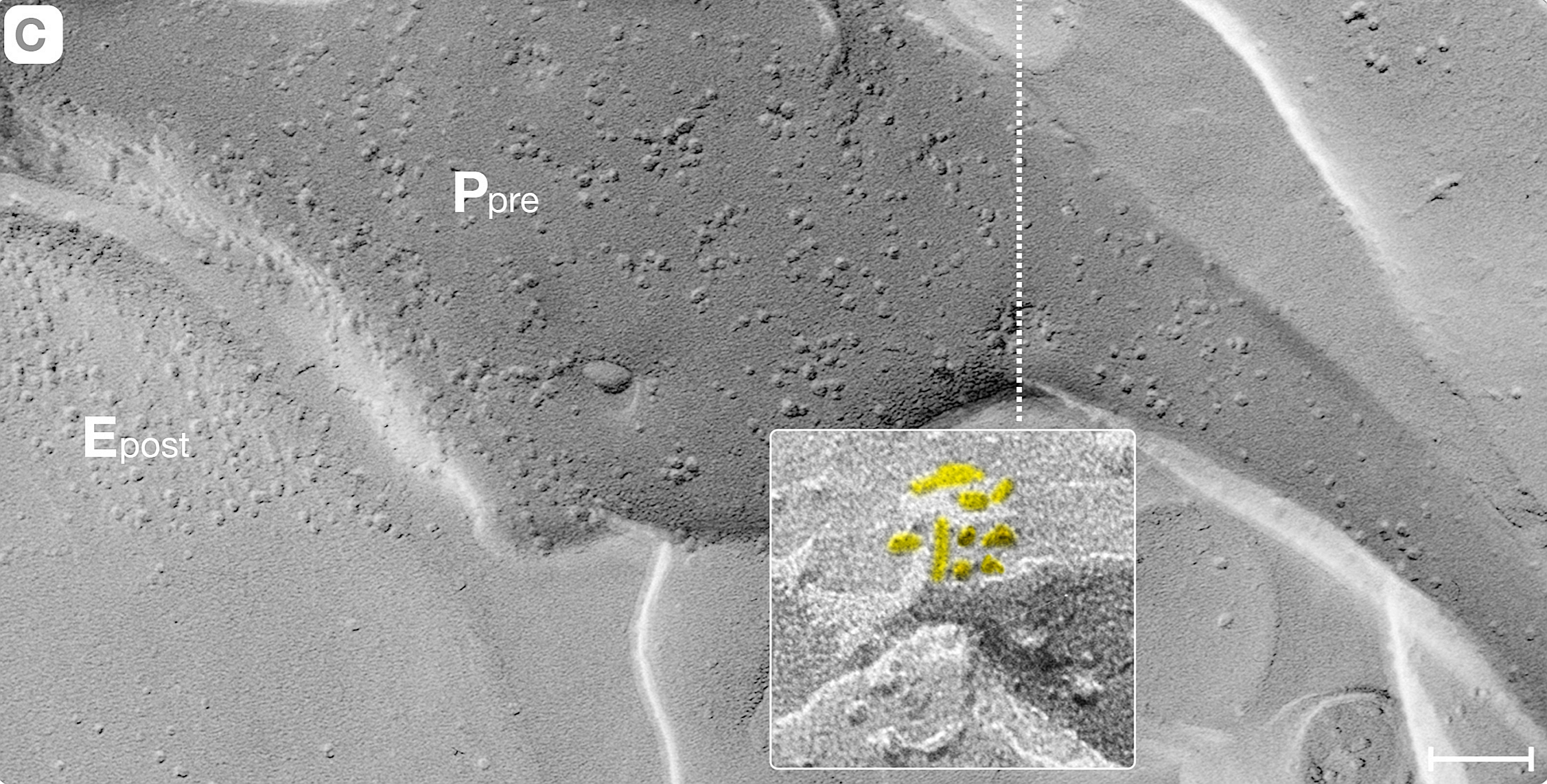
Membranas del complejo sináptico.
Ppre= Pre-sináptica, arriba (en gris oscuro) axón terminal a la derecha; dilatación terminal (botón BS) a la izquierda.
Epos= Pos-sináptica en gris claro abajo izquierda. Microscopía electrónica por Criofractura.

Presenta la estructura de bicapa lipídica habitual de la neurona, que se denomina Axolema.
Al acercarse a su extremo, la membrana se dilata y adquiere la forma de botón, pie, bulbo, o bollo, el botón sináptico terminal (BS).

La membrana plasmática del BS contiene una o varias regiones especializadas que son las denominadas zonas activas, donde se fusionan las vesículas sinápticas. 

#### Los orgánulos
Predominan numerosos grupos de vesículas sinápticas (VS) de ∼40-45 nanómetros (nm) de diámetro, envueltas por una membrana con bicapa lipídica (unidad de membrana).

#### El Complejo sináptico
Las zonas activas (AZ) de la membrana forman el componente pre-sináptico del complejo sináptico. La citomatriz en la zona activa (CAZ) es una sustancia electrodensa que está compuesta por un grupo de complejos proteicos insolubles anclados en la membrana plasmática presináptica.(Shanshan wu) 
En las AZ se encuentran agregados de macromoléculas, unidos a la membrana pre-sináptica, llamados Material de la zona activa (AZM en inglés), y grupos de canales de Ca2+.

La fusión de la membrana de la vesícula VS con la membrana pre-sináptica resulta en la formación de un Poro de membrana (a veces llamado Porosoma), a través del cual se libera el neurotransmisor desde la vesícula.
La zona de acercamiento que queda delimitada por las membranas de las dos neuronas que se conectan, se denomina Espacio sináptico (o hendidura), es de aproximadamente 20-30 nm de espesor.

## Fisiología
Cuando el terminal axonal recibe el estímulo eléctrico, propagado por la membrana del axón (axolema), la forma de transmisión de la señal a la célula siguiente, depende de que el terminal contenga una conexión eléctrica o una conexión química. 

### Terminal eléctrica
La sinapsis eléctrica entre la primera neurona y la segunda neurona se produce por el paso de una correntada de iones a través de las uniones comunicantes (gap).

### Terminal química
Cuando el terminal recibe el estímulo por el axón, las membranas que encierran las vesículas sinápticas (VS) se fusionan con la membrana pre-sináptica.
La liberación de neurotransmisores ocurre en una pequeña región especializada en la terminal presináptica, conocida como la zona activa (AZ). Esta se encuentra en la interfaz entre la terminal presináptica y la hendidura sináptica, y su función principal es transformar la señal del potencial de acción presináptico en la liberación de un neurotransmisor. 
La zona activa es el complejo de proteínas (o estructura), que facilita el acoplamiento y la fusión de vesículas presinápticas. Esta región es dinámica, y surge del ensamblaje orquestado de una variedad de proteínas, formando una estructura electrodensa unida a la membrana plasmática pre-sináptica que regula la exocitosis de vesículas sinápticas. Cinco proteínas de andamiaje son componentes centrales en el ensamblaje de la zona activa: liprina-α, RIM, RIM-BP (RBP), ELKS y Munc13.
La VS se abre en un poro de fusión y libera los neurotransmisores. 
La liberación de neurotransmisores, está mediada por procesos que se desarrollan en  sucesión: 
- 1._unión de vesículas sinápticas (VS),
- 2._cebado de VS y unión de membrana (acoplamiento) en la zona activa (AZ) y
- 3._fusión VS desencadenada por Ca2+.[10]

Una vez que se liberan los neurotransmisores, la membrana de la vesícula se reinternaliza rápidamente desde la membrana plasmática en un proceso llamado endocitosis y luego se recicla, quedando lista para la siguiente ronda de transmisión de señales.
Existen al menos cuatro formas para obtener VS para mantener la transmisión:
- El proceso llamado «kiss-and-run», mediante el cual las SV se fusionan solo de forma muy transitoria con la membrana plasmática sin colapsar en ella, permite que las VS se reformen mediante el cierre inmediato del poro de fusión.[9]
- El proceso de la «ultrafast endocytosis» endocitosis ultrarrápida que invagina la membrana para formar una gran vesícula endocítica de ∼80 nanómetros (nm).
- El mecanismo de la «bulk endocytosis»  endocitosis masiva (a granel) dependiente de la actividad, en las que las VS se regeneran a partir de la membrana internalizada y los endosomas sinápticos, recupera grandes áreas de la membrana para formar endosomas intracelulares de ∼150 nm.[11]
- El proceso de creación «de novo», con VS nuevas creadas en el aparato de Golgi de la neurona.

### Complejo sináptico extendido
El modelo clásico de sinapsis centrado en la neurona abarca solamente las terminales pre-sinápticas y pos-sinápticas neuronales, y explica parcialmente su plasticidad.
Mediante la evidencia experimental se han agregado otras células como los oligodendrocitos, los astrocitos y la microglía, como elementos fundamentales para el mantenimiento de las sinapsis.